# قضيبية حمض الأكساليك الذرقية
قضيبية حمض الأكساليك الذرقية (الاسم العلمي: Oxalicibacterium faecigallinarum) هي نوع من البكتيريا، سلبية الغرام، تتبع القضيبيات حمض الأكساليك.